# The Silent Holy Stones
The Silent Holy Stones is een Chinees filmdrama uit 2005. De film was het regiedebuut van de regisseur van Tibetaanse afkomst Pema Tseden. De prijs won vier filmprijzen.

## Verhaal
Een jonge monnik leeft in een Tibetaans klooster en houdt zich overdag bezig met de tradities van het Tibetaans boeddhisme. Rond losar, het Tibetaans nieuwjaarsfeest, vertrekt hij naar zijn ouders, broers en zussen en leert hij het leven buiten het klooster kennen. Hij kijkt televisie en bezoekt een Tibetaanse opera, lhamo, in het dorp. Het wordt verleid door het seculiere en digitale leven, waarbij hij afwisselend terugkomt op zijn boeddhistische overtuigingen.

## Rolverdeling
| Acteur            | Personage |
| ----------------- | --------- |
| Luosang danpei    |           |
| Quesai            |           |
| Quhuancang Buddha |           |

## Prijzen en nominaties
| jaar | prijs                                | categorie              | genomineerde(n) | uitslag  |
| ---- | ------------------------------------ | ---------------------- | --------------- | -------- |
| 2005 | Golden Rooster Award                 | Beste regiedebuut      | Pema Tseden     | gewonnen |
| 2006 | Beijing Student Film Festival        | Beste regiedebuut      | Pema Tseden     | gewonnen |
| 2006 | Changchun Film Festival              | Golden Deer            | De film zelf    | gewonnen |
| 2006 | Shanghai International Film Festival | Asian New Talent Award | De film zelf    | gewonnen |